# Ronde van het Baskenland 2011
De 51e editie van de Ronde van het Baskenland (Vuelta al País Vasco) werd van 4 tot en met 9 april verreden in de autonome regio Baskenland in Spanje over een totale afstand van 873,5 km tussen Zumarraga en Zalla. De Ronde van het Baskenland 2011 maakt deel uit van de UCI World Tour 2011.

## Deelnemende ploegen
Er namen 20 teams nemen deel aan deze editie. Elk team startte met 8 renners, wat het totaal aantal deelnemers op 160 bracht.
| 18 UCI World Tour-ploegen | 18 UCI World Tour-ploegen | 18 UCI World Tour-ploegen | 2 wildcards |
| ------------------------- | ------------------------- | ------------------------- | ----------- |
| AG2R-La Mondiale          | Team Katjoesja            | Quick Step                | Caja Rural  |
| Pro Team Astana           | Lampre-ISD                | Rabobank                  | Geox-TMC    |
| BMC Racing Team           | Team Leopard-Trek         | Team RadioShack           |             |
| Euskaltel-Euskadi         | Liquigas-Cannondale       | Saxo Bank-Sungard         |             |
| Team Garmin-Cervélo       | Team Movistar             | Sky ProCycling            |             |
| Team HTC-High Road        | Omega Pharma-Lotto        | Vacansoleil-DCM           |             |

## Etappe-overzicht
| etappe | datum   | start       | finish      | afstand  | type                | winnaar              | leider            |
| ------ | ------- | ----------- | ----------- | -------- | ------------------- | -------------------- | ----------------- |
| 1e     | 4 april | Zumarraga   | Zumarraga   | 149,5 km | Bergrit             | Joaquím Rodríguez    | Joaquím Rodríguez |
| 2e     | 5 april | Zumarraga   | Lekunberri  | 167 km   | Bergrit             | Vasil Kiryjenka      | Andreas Klöden    |
| 3e     | 6 april | Villatuerta | Zuia-Murgia | 177 km   | Heuvelrit           | Aleksandr Vinokoerov | Joaquím Rodríguez |
| 4e     | 7 april | Amurrio     | Eibar       | 179 km   | Bergrit             | Samuel Sánchez       | Joaquím Rodríguez |
| 5e     | 8 april | Eibar       | Zalla       | 179 km   | Heuvelrit           | Francesco Gavazzi    | Joaquím Rodríguez |
| 6e     | 9 april | Zalla       | Zalla       | 24 km    | Individuele tijdrit | Tony Martin          | Andreas Klöden    |

## Eindklassementen
| Plaats    | Naam                  | Ploeg               | Tijd      |
| --------- | --------------------- | ------------------- | --------- |
| Gele trui | Andreas Klöden        | Team RadioShack     | 22u12'11" |
| 2         | Christopher Horner    | Team RadioShack     | + 47"     |
| 3         | Robert Gesink         | Rabobank            | z.t.      |
| 4         | Beñat Intxausti       | Team Movistar       | + 1'03"   |
| 5         | Xavier Tondó          | Team Movistar       | z.t.      |
| 6         | Samuel Sanchez        | Euskaltel-Euskadi   | + 1'08"   |
| 7         | David López           | Team Movistar       | + 1'28"   |
| 8         | Aleksandr Vinokoerov  | Astana              | + 1'41"   |
| 9         | Ryder Hesjedal        | Team Garmin-Cervélo | + 1'49"   |
| 10        | Vasil Kiryienka       | Team Movistar       | + 1'54"   |
|           |                       |                     |           |
| 13        | Jurgen Van den Broeck | Omega Pharma-Lotto  | + 3'12"   |

| Plaats     | Naam               | Ploeg             | Punten |
| ---------- | ------------------ | ----------------- | ------ |
| Witte trui | Andreas Klöden     | Team RadioShack   | 78     |
| 2          | Samuel Sanchez     | Euskaltel-Euskadi | 59     |
| 3          | Christopher Horner | Team RadioShack   | 57     |
|            |                    |                   |        |
| 9          | Pim Ligthart       | Vacansoleil-DCM   | 28     |
| 15         | Kristof Vandewalle | Quick Step        | 20     |

| Plaats    | Naam               | Ploeg              | Punten |
| --------- | ------------------ | ------------------ | ------ |
| Rode trui | Michael Albasini   | Team HTC-High Road | 58     |
| 2         | Amaël Moinard      | BMC Racing Team    | 30     |
| 3         | Julian Sanchez     | Caja Rural         | 24     |
|           |                    |                    |        |
| 11        | Kevin Seeldraeyers | Quick Step         | 12     |
| 16        | Bram Tankink       | Rabobank           | 9      |

| Plaats      | Naam               | Ploeg           | Punten |
| ----------- | ------------------ | --------------- | ------ |
| Blauwe trui | Bram Tankink       | Rabobank        | 13     |
| 2           | Maxim Belkov       | Vacansoleil-DCM | 9      |
| 3           | Amaël Moinard      | BMC Racing Team | 9      |
|             |                    |                 |        |
| 5           | Kevin Seeldraeyers | Quick Step      | 8      |

| Plaats | Ploeg           | Tijd      |
| ------ | --------------- | --------- |
|        | Team Movistar   | 66u39'34" |
| 2      | Team RadioShack | + 5'24"   |
| 3      | Rabobank        | + 6'18"   |

Mannen:
1924 · 1925 · 1926 · 1927 · 1928 · 1929 · 1930 · 1931–1934 · 1935 · 1936–1968 · 1969 · 1970 · 1971 · 1972 · 1973 · 1974 · 1975 · 1976 · 1977 · 1978 · 1979 · 1980 · 1981 · 1982 · 1983 · 1984 · 1985 · 1986 · 1987 · 1988 · 1989 · 1990 · 1991 · 1992 · 1993 · 1994 · 1995 · 1996 · 1997 · 1998 · 1999 · 2000 · 2001 · 2002 · 2003 · 2004 · 2005 · 2006 · 2007 · 2008 · 2009 · 2010 · 2011 · 2012 · 2013 · 2014 · 2015 · 2016 · 2017 · 2018 · 2019 · 2020 · 2021 · 2022 · 2023 · 2024 · 2025
Vrouwen: 
2022 · 2023 · 2024 · 2025
 Tour Down Under · 
 Parijs-Nice · 
 Tirreno-Adriatico · 
 Milaan-San Remo · 
 Ronde van Catalonië · 
 Gent-Wevelgem · 
 Ronde van Vlaanderen · 
 Ronde van het Baskenland · 
 Parijs-Roubaix · 
 Amstel Gold Race · 
 Waalse Pijl · 
 Luik-Bastenaken-Luik · 
 Ronde van Romandië · 
 Ronde van Italië · 
 Critérium du Dauphiné · 
 Ronde van Zwitserland · 
 Ronde van Frankrijk · 
 Clásica San Sebastián · 
 Ronde van Polen · 
  Eneco Tour · 
 Ronde van Spanje · 
 Vattenfall Cyclassics · 
 GP Ouest France-Plouay · 
 Grote Prijs van Quebec · 
 Grote Prijs van Montreal · 
 Ronde van Peking · 
 Ronde van Lombardije